# Joutsenaapa
Joutsenaapa är ett träsk i Finland. Det ligger i Salla kommun i landskapet Lappland, i den norra delen av landet, 800 km norr om huvudstaden Helsingfors.